# 小行星5106
小行星5106（5106 Mortensen）是一颗围绕太阳公转的小行星。1987年2月19日，波爾·延森在霍尔拜克发现了此天体。
这颗小行星的绝对星等为280.68650183等。